# 1T busz (Tata)
A tatai 1T jelzésű autóbusz a Vasútállomás és a Tesco Áruház között közlekedik. A viszonylatot a MÁV Személyszállítási Zrt. üzemelteti.

## Története
A 2019-es szolgáltatóváltás előtt 1E jelzéssel közlekedett ugyanezen az útvonalon, de nem állt meg a Környei úti temető megállóhelyen.

## Útvonala
| Tesco Áruház felé | Vasútállomás felé |
| --- | --- |
| Vasútállomás – Bacsó Béla utca – Almási utca – Május 1. út – Komáromi utca – Kossuth tér – Kocsi utca – Fellner Jakab utca – Iskola utca – Toldi Miklós utca – Környei út – Eszterházy körút – Tesco Áruház | Tesco Áruház – Eszterházy körút – Környei út – Toldi Miklós utca – Iskola utca – Fellner Jakab utca – Kocsi utca – Kossuth tér – Komáromi utca – Május 1. út – Somogyi Béla utca – Bacsó Béla utca – Gesztenye fasor – Vasútállomás |

## Megállóhelyei
Az átszállási kapcsolatoknál a 2025 június 21-étől augusztus 31-ihg érvényes nyári menetrend szerint van feltüntetve
| 1T (Vasútállomás – Tesco Áruház) | 1T (Vasútállomás – Tesco Áruház) | 1T (Vasútállomás – Tesco Áruház) | 1T (Vasútállomás – Tesco Áruház) | 1T (Vasútállomás – Tesco Áruház) | 1T (Vasútállomás – Tesco Áruház) | 1T (Vasútállomás – Tesco Áruház) | 1T (Vasútállomás – Tesco Áruház) | 1T (Vasútállomás – Tesco Áruház) | 1T (Vasútállomás – Tesco Áruház) | 1T (Vasútállomás – Tesco Áruház) | 1T (Vasútállomás – Tesco Áruház) |
| Perc (↓)                         | Perc (↓)                         | Perc (↓)                         | Perc (↓)                         | Perc (↓)                         | Megállóhely                      | Perc (↑)                         | Perc (↑)                         | Perc (↑)                         | Perc (↑)                         | Perc (↑)                         | Átszállási kapcsolatok |
| A                                | B                                | C                                | D                                | E                                | Megállóhely                      | A                                | B                                | C                                | D                                | E                                | Átszállási kapcsolatok |
| -------------------------------- | -------------------------------- | -------------------------------- | -------------------------------- | -------------------------------- | -------------------------------- | -------------------------------- | -------------------------------- | -------------------------------- | -------------------------------- | -------------------------------- | --- |
| 0                                | 0                                | 0                                | 0                                | 0                                | Vasútállomás Végállomás          | 12                               | 13                               | 15                               | 17                               | 19                               | 1, 1M, 1R, 2G, 9, 9M 8462, 8706 S10 G10 IC, gyorsvonat, expresszvonat |
| 1                                | 1                                | 1                                | 2                                | 2                                | Vasútállomás bejárati út         | 10                               | 11                               | 13                               | 15                               | 17                               | 1, 1M, 1R, 9, 9M 804, 814, 8462, 8467, 8479, 8700, 8706 1824 |
| 2                                | 2                                | 2                                | 3                                | 3                                | Bezerédi utca                    | 9                                | 10                               | 12                               | 14                               | 16                               | 1, 1M, 1R, 9, 9M 8462, 8706 |
| ∫                                | ∫                                | ∫                                | ∫                                | ∫                                | Somogyi Béla út                  | 8                                | 9                                | 11                               | 13                               | 15                               | 1, 1M, 1R, 7, 7A, 8, 9, 9M |
| 3                                | 3                                | 3                                | 4                                | 4                                | Almási út                        | ∫                                | ∫                                | ∫                                | ∫                                | ∫                                | 1, 1M, 1R, 7, 7A, 8, 9, 9M |
| 4                                | 4                                | 5                                | 6                                | 6                                | Városközpont                     | 7                                | 8                                | 9                                | 12                               | 14                               | 1, 1M, 1R, 2G, 5, 5A, 5AF, 5FA, 5T, 7, 7A, 8, 9, 9M 804, 814, 8400, 8406, 8462, 8463, 8465, 8466, 8467, 8472, 8700, 8706, 8716 1824, 1841 |
| 5                                | 5                                | 6                                | 8                                | 9                                | Autóbusz-állomás (Május 1. út)   | 6                                | 7                                | 8                                | 10                               | 11                               | Helyben: 1, 1M, 1R, 2G, 5, 5AF, 5FA, 5T, 7, 7A, 8, 9, 9M Autóbusz-állomáson: 3, 5A, 5AF, 5FA 804, 814, 8400, 8402, 8406, 8462, 8463, 8465, 8466, 8467, 8472, 8479, 8574, 8587, 8594, 8700, 8706, 8716, 8726, 8727, 8736, 8740 1824, 1841, 1850 |
| 6                                | 6                                | 7                                | 9                                | 11                               | Május 1. út                      | 5                                | 6                                | 7                                | 8                                | 8                                | 1, 1M, 1R, 2G, 5, 5AF, 5FA, 5T, 7, 8, 9, 9M 8465, 8466, 8479, 8726, 8727 |
| 7                                | 7                                | 9                                | 11                               | 13                               | Kossuth tér                      | 5                                | 5                                | 7                                | 7                                | 7                                | 1, 1M, 1R, 2G, 5, 5AF, 5FA, 5T, 7, 8, 9, 9M 8402, 8472, 8574, 8587, 8594, 8736, 8740 1850 |
| 8                                | 8                                | 10                               | 12                               | 14                               | Környei út                       | 3                                | 4                                | 4                                | 5                                | 5                                | 1, 1M, 1R, 2G, 5, 5AF, 5FA, 5T, 7, 8, 9, 9M 8402, 8472, 8574, 8587, 8594, 8736, 8740 1850 |
| 9                                | 10                               | 12                               | 14                               | 16                               | Fellner Jakab utca               | 2                                | 3                                | 3                                | 3                                | 3                                | 1, 1M, 1R, 2G, 5, 5T, 7, 8, 9, 9M |
| 11                               | 12                               | 14                               | 16                               | 18                               | Környei úti temető               | 1                                | 1                                | 1                                | 1                                | 1                                | 1R, 5T 8402, 8574, 8587, 8594 |
| 12                               | 13                               | 15                               | 17                               | 19                               | Tesco Áruház                     | 0                                | 0                                | 0                                | 0                                | 0                                | 1R, 5T |

## Külső hivatkozások
- Vonalhálózati térképek. Volánbusz. (Hozzáférés: 2024. július 5.)
- Vonalhálózati térképek. MÁV-csoport. (Hozzáférés: 2025. január 27.)